# The Norman Fucking Rockwell! Tour
A The Norman Fucking Rockwell! Tour é a quinta turnê da cantora Lana Del Rey, em suporte de seu sexto álbum de estúdio, Norman Fucking Rockwell (2019). A digressão começou em 21 de setembro de 2019, em Nova Iorque, e estava prevista pra terminar em 3 de março de 2020, em Colônia, na Alemanha.

## Repertório
1. "Norman Fucking Rockwell"
2. "Bartender"
3. "Chelsea Hotel #2" (cover de Leonard Cohen com Adam Cohen)
4. "Born to Die"
5. "Blue Jeans"
6. "Cherry"
7. "White Mustang"
8. "Pretty When You Cry"
9. "Change" / "Black Beauty" / "Young and Beautiful"
10. "Ride"
11. "Tomorrow Never Came" (com Sean Lennon)
12. "Video Games"
13. "Mariners Apartment Complex"
14. "Summertime Sadness"
15. "Doin' Time" (cover de Sublime)
16. "Off to the Races"
17. "Shades of Cool"
18. "Venice Bitch"

## Datas
| Data                        | Cidade                      | País                        | Local                          | Atos de abertura            | Público                     | Receita                     |
| América do Norte 1ª - parte | América do Norte 1ª - parte | América do Norte 1ª - parte | América do Norte 1ª - parte    | América do Norte 1ª - parte | América do Norte 1ª - parte | América do Norte 1ª - parte |
| --------------------------- | --------------------------- | --------------------------- | ------------------------------ | --------------------------- | --------------------------- | --------------------------- |
| 21 de setembro de 2019      | Werchter                    | Estados Unidos              | Jones Beach Theater            | —                           | —                           | —                           |
| 30 de setembro de 2019      | Vancouver                   | Canadá                      | Rogers Arena                   | —                           | —                           | —                           |
| 02 de outubro de 2019       | Seattle                     | Estados Unidos              | CenturyLink Field              | —                           | —                           | —                           |
| 03 de outubro de 2019       | Portland                    | Estados Unidos              | Rogers Arena                   | —                           | —                           | —                           |
| 06 de outubro de 2019       | Berkeley                    | Estados Unidos              | Hearst Greek Theatre           | —                           | —                           | —                           |
| 08 de outubro de 2019       | Sacramento                  | Estados Unidos              | Sacramento Memorial Auditorium | —                           | —                           | —                           |
| 10 de outubro de 2019       | Los Angeles                 | Estados Unidos              | Hollywood Bowl                 | —                           | —                           | —                           |
| 11 de outubro de 2019       | San Diego                   | Estados Unidos              | San Diego State University     | —                           | —                           | —                           |
| 03 de novembro de 2019      | Albuquerque                 | Estados Unidos              | Kiva Auditorium                | —                           | —                           | —                           |
| 04 de novembro de 2019      | Denver                      | Estados Unidos              | Bellco Theatre                 | —                           | —                           | —                           |
| 06 de novembro de 2019      | Sioux Falls                 | Estados Unidos              | The District                   | —                           | —                           | —                           |
| 08 de novembro de 2019      | Chicago                     | Estados Unidos              | Aragon Ballroom                | —                           | —                           | —                           |
| 10 de novembro de 2019      | Des Moines                  | Estados Unidos              | Aragon Ballroom                | —                           | —                           | —                           |
| 11 de novembro de 2019      | Madison                     | Estados Unidos              | The Sylvee                     | —                           | —                           | —                           |
| 13 de novembro de 2019      | Omaha                       | Estados Unidos              | Slosburg Hall                  | —                           | —                           | —                           |
| 14 de novembro de 2019      | Kansas City                 | Estados Unidos              | Uptown Theater                 | —                           | —                           | —                           |
| 16 de novembro de 2019      | Wichita                     | Estados Unidos              | Cotillion Ballroom             | —                           | —                           | —                           |
| 17 de novembro de 2019      | Oklahoma                    | Estados Unidos              | The Criterion                  | —                           | —                           | —                           |
| 19 de novembro de 2019      | Nashville                   | Estados Unidos              | Nashville Municipal Auditorium | —                           | —                           | —                           |
| Oriente Médio               |                             |                             |                                |                             |                             |                             |
| 30 de novembro de 2019      | Abu Dhabi                   | Emirados Árabes Unidos      | du Arena                       | —                           | —                           | —                           |
| América do Sul              |                             |                             |                                |                             |                             |                             |
| 31 de março de 2020         | Assunção                    | Paraguai                    | Hipódromo de Asunción          | —                           | —                           | —                           |
| América do Norte - 2ª parte |                             |                             |                                |                             |                             |                             |
| 15 de maio de 2020          | Gulf Shores                 | Estados Unidos              | 101 East Beach Boulevard       | —                           | —                           | —                           |
| Europa                      |                             |                             |                                |                             |                             |                             |
| 05 de junho de 2020         | Barcelona                   | Espanha                     | Parc del Forum                 | —                           | —                           | —                           |
| 07 de junho de 2020         | Paris                       | França                      | Bosque de Vincennes            | —                           | —                           | —                           |
| 09 de junho de 2020         | Verona                      | Itália                      | Arena de Verona                | —                           | —                           | —                           |
| 12 de junho de 2020         | Porto                       | Portugal                    | Parque da Cidade               | —                           | —                           | —                           |
| América do Norte - 3ª parte |                             |                             |                                |                             |                             |                             |
| 14 de junho de 2020         | Manchester                  | Estados Unidos              | Great Stage Park               | —                           | —                           | —                           |
| América do Sul - 2ª parte   |                             |                             |                                |                             |                             |                             |
| 27 de novembro de 2020      | Buenos Aires                | Argentina                   | Hipódromo de San Isidro        | —                           | —                           | —                           |
| 04 de dezembro de 2020      | São Paulo                   | Brasil                      | Autódromo de Interlagos        | —                           | —                           | —                           |

### Apresentações canceladas
| Data                    | Cidade     | País          | Local               | Motivo                      |
| ----------------------- | ---------- | ------------- | ------------------- | --------------------------- |
| 21 de fevereiro de 2020 | Amsterdam  | Países Baixos | Ziggo Dome          | Problemas nas cordas vocais |
| 23 de fevereiro de 2020 | Paris      | França        | AccorHotels Arena   | Problemas nas cordas vocais |
| 25 de fevereiro de 2020 | Londres    | Inglaterra    | The O2 Arena        | Problemas nas cordas vocais |
| 26 de fevereiro 2020    | Manchester | Inglaterra    | Manchester Arena    | Problemas nas cordas vocais |
| 28 de fevereiro 2020    | Glasgow    | Escócia       | The SSE Hydro       | Problemas nas cordas vocais |
| 29 de fevereiro de 2020 | Birmingham | Inglaterra    | Resorts World Arena | Problemas nas cordas vocais |
| 2 de março de 2020      | Berlim     | Alemanha      | Mercedes-Benz Arena | Problemas nas cordas vocais |
| 3 de março de 2020      | Colônia    | Alemanha      | Lanxess Arena       | Problemas nas cordas vocais |

### Shows adiados
| Data                | Cidade   | País           | Local            | Razão                |
| ------------------- | -------- | -------------- | ---------------- | -------------------- |
| 27 de março de 2020 | Santiago | Chile          | O'Higgins Park   | pandemia do COVID-19 |
| 12 de abril de 2020 | Indio    | Estados Unidos | Empire Polo Club | pandemia do COVID-19 |
| 19 de abril de 2020 | Indio    | Estados Unidos | Empire Polo Club | pandemia do COVID-19 |